# Austrolimnophila (Austrolimnophila) argus argus
Austrolimnophila (Austrolimnophila) argus argus is een ondersoort van de tweevleugelige Austrolimnophila (Austrolimnophila) argus uit de familie steltmuggen (Limoniidae). De ondersoort komt voor in het Australaziatisch gebied.